# Le cauchemar
Le cauchemar is een Franse stomme film uit 1896. De film werd geregisseerd door Georges Méliès.

## Verhaal
Een man slaapt onrustig en droomt dat een mooie vrouw aan het voeteinde van zijn bed zit. Hij probeert haar te omhelzen maar ze verandert in een minstreel en vervolgens in een Pierrot. De clown gebaart naar de maan die dichterbij komt en de man in de hand bijt. In angst slaat de man naar de maan, die terugkeert naar zijn juiste plaats in de hemel. Zowel de vrouw als de minstreel en de Pierrot verschijnen voor het venster. Tot slot ontwaakt de man uit zijn nachtmerrie.